# Zajaszowo
Zajaszowo (lit. Zajašiškės) − wieś na Litwie, w okręgu wileńskim, w rejonie solecznickim, w gminie Dziewieniszki, 3 km na południowy zachód od Dziewieniszek, zamieszkana przez 20 ludzi.

## Historia
W czasach zaborów wieś w okręgu wiejskim Utkany, w gminie Dziewieniszki, w powiecie oszmiańskim, w guberni wileńskiej Imperium Rosyjskiego. W 1866 liczyła 22 osób w 4 domach, należała do dóbr Albertyn, własność Umiastowskich. Pod koniec XIX wieku liczyła 57 mieszkańców.
W latach 1921–1945 wieś leżała w Polsce, w województwie wileńskim, w powiecie oszmiańskim, w gminie Dziewieniszki.
W 1931 w 9 domach zamieszkiwało 71 osób.
Wierni należeli do parafii rzymskokatolickiej w Konwaliszkach. Miejscowość podlegała pod Sąd Grodzki w Holszanach i Okręgowy w Wilnie; właściwy urząd pocztowy mieścił się w Dziewieniszkach.